# Du lebst noch 7 Tage
Du lebst noch 7 Tage ist ein deutsch-tschechisch-US-amerikanischer Thriller von Sebastian Niemann aus dem Jahr 2000 mit Amanda Plummer in der Hauptrolle.

## Handlung
Im Jahre 1976 fährt Polizeichef Carl Farrell zum einsamen Landhaus des Ehepaares Kosinki, da dieses bereits seit Wochen nicht mehr gesehen wurde. Der Beamte findet die Frau ertrunken in ihrem Fernsehsessel vor, während ihr Mann wahnsinnig geworden zu sein scheint. Über 20 Jahre später zieht das Ehepaar Shaw in das Haus ein; beide suchen Ruhe, nachdem zuvor ihr gemeinsamer Sohn Tommy durch einen Unfall verstorben ist. Martin Shaw ist ein Bestsellerautor, leidet aber unter einer Schreibblockade.
Ellen Shaw beginnt plötzlich merkwürdige Zeichen zu entdecken. Gleich einem Countdown sieht sie zunächst eine 7 auf dem Badezimmerspiegel, danach sieht sie die Nachricht, sie habe nur noch sechs Tage zu leben. Daneben wird sie von Alpträumen gequält. Ihr Mann schottet sich derweil im abgeschlossenen Keller von seiner Frau ab. Ellen Shaw recherchiert die Geschichte des Hauses und fährt zum ehemaligen Polizeichef Carl Farrell, der ihr von den Vorgängen von 1976 erzählt. Sie findet heraus, dass ihr Haus auf einem Exekutionsplatz des Mittelalters gebaut wurde. Zurück im Haus trifft sie auf ihren inzwischen wahnsinnig gewordenen Mann, der sie in den Keller zerrt. Sie kann zwar ins Krankenhaus flüchten, wird aber von ihrem Mann zurück ins Haus geholt. Farrell kommt ihr zu Hilfe und Ellen gelingt es, den Bann zu brechen. Nachdem sie das Haus verlassen haben, versinkt es im Sumpf.

## Kritik
„Ohne hohe Ansprüche geniessbar, bei näherem Betrachten kaum besser als andere Horror-Movies.“

„Ohne auch nur den Hauch eines eigenen Akzents beugt sich "7 Days to Live" schmerzlich ausgeleierten Horrorkonventionen und wirkt dabei dilettantisch-unmotiviert bis unfreiwillig komisch aufgrund dümmlichster Dialogarbeit. Es bleibt nicht mehr als eine mäßig spannende, mit einfallslosester Kopistenmentalität heruntergekurbelte Schnellschussproduktion zwischen Thriller und plattem Mystery, die vergeblich amerikanischen Kassenhits nachzueifern versucht.“